# Nokia 1011
Dimensiunea telefonului este de 195 x 60 x 45 mm și poate stoca 99 de contacte. Avea un ecran monocrom cu 2 linii și antena este extensibilă.